# Schattdorf
Schattdorf es una comuna suiza del cantón de Uri, situada en el centro del cantón. Limita al norte con la comuna de Bürglen, al este con Spiringen y Unterschächen, al sur con Silenen y Erstfeld, y al oeste con Attinghausen.
Cabe resaltar la imponente catedral de Santa María (1682-1685).